# Xã Strehlow, Quận Hettinger, Bắc Dakota
Xã Strehlow (tiếng Anh: Strehlow Township) là một xã thuộc quận Hettinger, tiểu bang Bắc Dakota, Hoa Kỳ. Năm 2010, dân số của xã này là 29 người.